# Бачило, Алесь
Але́сь Бачи́ло (Александр Николаевич Бачило; бел. Алесь (Аляксандр Мікалаевіч) Бачы́ла; 2 марта 1918, Лешница, совр. Пуховичский район Минской области — 4 января 1983, Минск) — белорусский советский прозаик поэт, переводчик. Заслуженный деятель культуры Белорусской ССР (1967).

## Биография
Родился в крестьянской семье, окончил Белорусский педагогический техникум и Минский учительский институт и преподавал белорусский язык и литературу в сельских школах. В 1939 года призван в РККА, участвовал в Великой Отечественной войне до её окончания. Работал в «Настаўніцкай газеце» (Учительская газета), затем прошёл путь до заместителя главного редактора газеты «Літаратура і мастацтва» (Литература и искусство) и ответственного секретаря журнала «Полымя» (Пламя). В 1972—1978 был старшим редактором издательства «Мастацкая літаратура» (Художественная литература). С 1946 года — член СП СССР..

## Творчество
Публикуется с 1934 года. Основные книги:
- Шляхі (Пути, 1947),
- Подых вясны (Дыхание весны, 1950),
- Зоры вясеннія (Зори весенник, 1954),
- Юнацтва (Юношество, 1959),
- Калючая ружа (Колючая роза, 1962),
- Асенняя аповесць (Осенняя повесть, 1965 г.),
- Дарыце цюльпаны (Дарите тюльпаны, 1966),
- Кавалер Мікіта (Кавалер Никита, 1967),
- Снежная балада (Снежная баллада, 1968),
- Тры багіні (Три богини, 1973),
- Вершы (Стихи, 1974),
- Белы бярэзнік (Белый берёзовый лес, 1976),
- Гараць лісты кляновыя (Горят листы кленовые, 1981),
- Мне купілі самакат (Мне купили самокат, 1981).
- В 1978 году был издан сборник избранных сочинений в 2 томах, в 1986-87 — собрание сочинений в 3 томах.

Занимался также переводами с латышского, русского и украинского языков — в частности, перевёл на белорусский язык повесть Н. В. Гоголя «Тарас Бульба», сказку А. Н. Толстого «Золотой ключик, или Приключения Буратино». Также издал очерк «Дарогамі Максіма» о жизни и творчестве Максима Богдановича. Также пробовал себя в драматургии.

## Память
Его именем названы улицы в Марьиной Горке, Минске (микрорайон Шабаны) и агрогородке Михановичи.